# Chair de poule 2 : Les Fantômes d'Halloween
Pour les articles homonymes, voir Chair de poule (homonymie).
Série
Chair de poule, le film
(2015)
Pour plus de détails, voir Fiche technique et Distribution.
Chair de poule 2 : Les Fantômes d'Halloween ou Chair de poule 2 : L'Halloween hantée au Québec (Goosebumps 2: Haunted Halloween) est une comédie fantastique américaine réalisée par Ari Sandel, sortie en 2018.
Il s’agit de l'adaptation de la collection littéraire horrifique pour enfants Chair de poule créée par R. L. Stine et fait suite au film Chair de poule, le film, réalisé par Rob Letterman (2015).

## Synopsis
Trois ans après le premier film, l'adolescente Sarah Quinn vit avec sa mère Kathy et son jeune frère Sonny à Wardenclyffe, New York. Sarah tente d'entrer à l'université de Columbia en écrivant un exposé sur la peur. Kathy accepte de garder l'ami de Sonny, Sam Carter, alors que son père s’absente en ville. Sonny et Sam tentent de créer une entreprise de nettoyage des déchets et sont appelés après l'école pour nettoyer une maison abandonnée. À l'intérieur, ils trouvent un manuscrit verrouillé et, curieux, décident de l'ouvrir, faisant apparaître  Slappy, le pantin ventriloque. Inconsciemment, ils donnent vie à Slappy en prononçant les mots magiques trouvés sur une carte dans sa poche : Karru Marri Odonna Loma Molonu Karrano. Le manuscrit est ensuite volé par la brute de leur école : Tommy.
À la maison, Sonny travaille sur son projet scientifique, une version miniature de la tour Warrenclyffe de Nikola Tesla. Slappy révèle ensuite qu'il est vivant chez Sonny et Sam, et obtient leur confiance en utilisant sa magie pour faire les corvées et les devoirs des garçons. Pendant ce temps, Sarah se rend à une fête pour retrouver son petit ami Tyler Mitchell, mais elle le voit embrasser une autre fille. Slappy entend plus tard Sarah parler de Tyler et sabote le projet scientifique de Sonny. Le lendemain, à Halloween, Slappy utilise ses pouvoirs pour attaquer Tyler pour venger Sarah et Sonny endommage accidentellement le laboratoire scientifique de l'école avec son projet saboté. Sarah interroge Sonny et Sam sur Slappy. Le groupe se rend compte que Slappy est coupable de tout. Les garçons attrapent Slappy et essaient de s'en débarrasser dans un lac, mais il s'enfuit. Cette nuit-là, ils trouvent un article en ligne sur les événements qui se sont produits à Madison, dans le Delaware, et tentent de contacter  R. L. Stine après avoir réalisé que le livre qu'ils ont trouvé était un manuscrit inédit de chair de poule intitulée Les Fantômes d'Halloween. Stine, qui vit maintenant dans une cabane dans les bois, veut ignorer leur message, pensant qu'ils sont des fans, mais avant de le faire, il se rend compte qu'il s'agit d'un appel à l'aide, et entend que les monstres de ses histoires ont repris vie et part pour Wardenclyffe.
Slappy se rend dans un supermarché local et utilise sa magie pour donner vie aux costumes et aux décorations d'Halloween. Le pantin utilise également un masque pour transformer un employé nommé Walter en un monstre bossu. Slappy se rend à la tour Wardenclyffe et l'utilise pour répandre sa magie. Pendant ce temps, Sarah, Sonny et Sam récupèrent le livre de la maison de Tommy alors que toutes les décorations d'Halloween de la ville prennent vie. Le trio découvre que le livre peut piéger les monstres à l'intérieur. Cependant, le livre est volé et Kathy est enlevée par des monstres. Le voisin des adolescents, M. Chu, un fan de chair de poule, les aide à créer des déguisements monstrueux pour passer en toute sécurité dans la ville. Les adolescents se dirigent vers la tour Wardenclyffe pendant que Stine arrive en ville. À la tour, les adolescents rencontrent Slappy et Walter et découvrent que Slappy a transformé Kathy en un pantin vivant et cette dernière considère Slappy comme son fils. Sonny et Sam surchargent le réacteur tandis que Sarah combat Slappy, qui bat Slappy en lui donnant un coup de pied dans la bobine électrifiée au sommet de la tour, qui le jette dans le ciel. Sarah ouvre le livre et le combine avec l'énergie du réacteur pour aspirer tous les autres monstres dans le manuscrit des Fantômes d'Halloween, ramenant également Kathy et Walter à la normale. Stine arrive, les félicite d'avoir vaincu les monstres et donne à Sarah des conseils pour écrire son exposé.
Quelque temps plus tard, Kathy et Walter commencent à sortir ensemble. Sonny gagne l'exposition scientifique de son école et Sarah reçoit un courriel indiquant qu'elle a été reçu à l'université de Columbia. De retour dans la cabane de Stine, Slappy apparaît. Il lui révèle qu'il a survécu et a écrit son propre livre dans lequel Stine est le personnage principal. Puis il ouvre son manuscrit, aspirant Stine à l'intérieur alors que Slappy pousse un rire maléfique, satisfait d'avoir pu obtenir sa vengeance contre celui qui l'appelle "papa".

## Fiche technique
Sauf indication contraire, les informations mentionnées dans cette section peuvent être confirmées par les bases de données cinématographiques IMDb et Allociné,  présentes dans la section « Liens externes ».
- Titre original : Goosebumps 2: Haunted Halloween
- Titre français : Chair de poule 2 : Les Fantômes d'Halloween (ou simplement Chair de poule 2 sur la jaquette du film en vidéo)
- Titre québécois : Chair de poule 2 : L'Halloween hantée[1]
- Réalisation : Ari Sandel
- Scénario : Rob Lieber, d'après une histoire de Rob Lieber et Darren Lemke, basé sur les livres Goosebumps écrits par R. L. Stine
- Musique : Dominic Lewis
  - Orchestration : Jonathan Beard, Rick Giovinazzo, Andrew Kinney, Edward Trybek et Henri Wilkinson
  - Montage musical : Tom Kramer
- Décors : Rusty Smith
- Costumes : Salvador Pérez Jr.
- Maquillage : Travis Pates
- Coiffure : Adruitha Lee et Tiffany Martinez
- Photographie : Barry Peterson
- Son : Steve C. Aaron, David Esparza, Kevin Froines, Tateum Kohut, Greg Orloff
- Montage : Keith Brachmann et David Rennie
- Production : Deborah Forte et Neal H. Moritz
  - Production déléguée : Timothy M. Bourne et Tania Landau
- Sociétés de production : Original Film, Scholastic Entertainment et Silvertongue Films, présenté par Sony Pictures Animation et Columbia Pictures
- Sociétés de distribution : Columbia Pictures et Sony Pictures Releasing (États-Unis) ; Sony Pictures Releasing France (France) ; Sony Pictures Releasing (Belgique)
- Budget : 35 millions de $[2]
- Pays de production :  États-Unis
- Langue originale : anglais
- Format : couleur - 35 mm - 2,39:1 (Panavision) - son Dolby Digital / Dolby Atmos
- Genre : aventure, comédie, fantastique, épouvante-horreur
- Durée : 90 minutes
- Dates de sortie[3] :
  - États-Unis, Québec : 12 octobre 2018[1]
  - France, Belgique : 24 octobre 2018[4],[5]
- Classification :
  - États-Unis : des scènes peuvent heurter les enfants - Accord parental souhaitable (PG - Parental Guidance Suggested) [N 1]
  - France : tous publics avec avertissement (conseillé à partir de 10 ans)[4],[6],[N 2]
  - Belgique : tous publics (KT/EA : Kinderen Toegelaten / Enfants Admis)[7]
  - Québec : tous publics - déconseillé aux jeunes enfants (G - General Rating)[1]

## Distribution
- Madison Iseman (VF : Clara Quilichini ; VQ : Ludivine Reding) : Sarah Quinn
- Jeremy Ray Taylor (en) (VQ : André Kasper) : Sonny Quinn
- Caleel Harris (en) (VQ : Clifford Leduc-Vaillancourt) : Sam Carter
- Wendi McLendon-Covey (VF : Léovanie Raud ; VQ : Isabelle Miquelon) : Kathy Quinn
- Mick Wingert (en) (VF : Jeff Panacloc ; VQ : François L'Écuyer) : Slappy, la marionnette (voix)
- Chris Parnell (VQ : Alain Zouvi) : Walter
- Ken Jeong (VQ : Nicolas Charbonneaux-Collombet) : M. Chu
- Peyton Wich (VF : Gabriel Bismuth-Bienaimé) : Tommy Madigan
- Jack Black (VF : Philippe Bozo ; VQ : François L'Écuyer) : R. L. Stine
- Bryce Cass (VQ : Alexandre Bacon) : Tyler
- Shari Headley : Mme Carter
- Kendrick Cross : M. Carter
- Sydney Bullock (VF : Pauline Ziadé) : Vanessa
- Courtney Lauren Cummings : Jess
- Deja Dee : Mme Hoover
- R. L. Stine : le principal Harrison (caméo)

 Source et légende : version française (VF) sur RS Doublage et version québécoise (VQ) sur Doublage Québec

## Production

### Développement
En septembre 2015, Sony Pictures Animation annonce le lancement du développement d'une suite au film Chair de poule, le film.
En janvier 2017, le film est annoncé pour une sortie au début de l'année 2018 avec le réalisateur du premier film, Rob Letterman, de retour à la réalisation puis en mai 2017, le studio dévoile un premier poster du film qui révèle qu'il s'intitulera Goosebumps: Horrorland et R.L. Stine annonce que le scénario du film est terminé.
En novembre 2017, un nouveau scénariste, Rob Lieber, est engagé pour reprendre le scénario du film et Ari Sandel devient le nouveau réalisateur à la suite du départ de Rob Letterman, déjà engagé sur le tournage de Pokémon : Détective Pikachu. Il est également dévoilé que deux scénarios ont été écrits : Un premier incluant le personnage de R.L. Stine incarné par Jack Black, dont le retour est incertain malgré sa signature, et un second, effaçant complètement le personnage, permettant de tourner le film sans l'acteur.
En décembre 2017, le film est rebaptisé Goosebumps: Slappy's Revenge. Le film est ensuite annoncé pour une sortie définitive en octobre 2018 avec un troisième changement de titre, Haunted Halloween.

### Attribution des rôles
En juin 2017, R.L. Stine, auteur des romans dont s'inspire le film, dévoile que Jack Black a signé pour reprendre le rôle de l'auteur mais également celui de la marionnette Slappy qu'il doublait déjà dans le premier film.
En décembre 2017, Jack Black quitte le projet et la production annonce que plusieurs nouveaux acteurs ont signé pour rejoindre la distribution : Jeremy Ray Taylor, Caleel Harris, Madison Iseman, Ken Jeong, Wendi McLendon-Covey et Chris Parnell.
En septembre 2018, Sony Pictures Entertainment publie une nouvelle bande-annonce révélant que Jack Black sera finalement de retour dans le rôle de R.L. Stine. Le même mois, l'humoriste français Jeff Panacloc dévoile qu'il prêtera sa voix à la marionnette Slappy pour le doublage français du film.

### Tournage
Le tournage du film a débuté le 7 mars 2018 pour se terminer dans le courant du mois d'avril 2018.

### Musique
La musique est composée par Dominic Lewis.
| 1.    | Haunted Halloween   | 1:41 |
| 2.    | Terror-fried Eggs   | 1:15 |
| 3.    | Junk Brothers       | 1:52 |
| 4.    | Bike Chase          | 1:19 |
| 5.    | Hadouken            | 3:15 |
| 6.    | Fright Bulb         | 0:57 |
| 7.    | Drowned and Out     | 1:07 |
| 8.    | Crash Dummies       | 0:35 |
| 9.    | Dr. Shivers         | 1:24 |
| 10.   | Slappy Families     | 3:23 |
| 11.   | Sup My Witches?!    | 1:26 |
| 12.   | Slappy Halloween    | 1:38 |
| 13.   | Gummy Bears         | 3:57 |
| 14.   | Ungrateful Dead     | 1:18 |
| 15.   | Costume Drama       | 2:11 |
| 16.   | Witch, Please!      | 3:33 |
| 17.   | Mama-Fied           | 0:45 |
| 18.   | Seedy Part of Town  | 1:04 |
| 19.   | Oh Gnomes!!         | 2:04 |
| 20.   | Creep It Real       | 1:38 |
| 21.   | Allegro Con Spirito | 5:28 |
| 22.   | Slappily Ever After | 1:53 |
| 43:43 |                     |      |

Musiques additionnelles
- How Bad We Need Each Other de Marc Scibilia
- No Going Back de Yuno
- Ghost Town de The Vaccines
- Make Way (Legendary) de Aloe Blacc
- Bossa For Diana de Vincent Constantino et A. Erich Gruber
- Ride On/Right On de Phosphorescent
- Can I B Ur Air de KoOoLkOjAk
- Monster Mash de Bobby "Boria" Pickett
- Here We Go de WILD

## Accueil

### Accueil critique
Le film a divisé la critique, recevant principalement des critiques mitigées. Sur le site agrégateur de critiques Rotten Tomatoes, il obtient 47 % de critiques positives, avec une note moyenne de 5,4/10 sur la base de 40 critiques positives et 45 critiques négatives.
Le consensus critique établi par le site résume le film offre un spectacle agréable pour les très jeunes spectateurs mais que en comparaison avec le premier volet, cette suite déçoit.
Sur Metacritic, il reçoit également des critiques mitigées, obtenant une note de 53/100 basée sur 20 critiques collectées.

### Box-office
| Pays ou région | Box-office      | Date d'arrêt du box-office | Nombre de semaines |
| -------------- | --------------- | -------------------------- | ------------------ |
| France         | 543 064 entrées | 27 novembre 2018           | 5                  |
| États-Unis     | 46 700 633 $    | 20 décembre 2018           | 10                 |
| Mondial        | 93 320 380 $    | -                          | -                  |

## Éditions en vidéo
- En France, le film Chair de poule 2 : Les Fantômes d'Halloween est sorti en DVD et Blu-ray le 27 février 2019[4]. À la suite des évolutions techniques visant à améliorer la qualité d'image et de sons, le film sort dans une édition Blu-ray 4K Ultra HD + Blu-ray le 6 mars 2019[26]. Le film est également sorti en VOD le 23 février 2019[4].
- Au Québec, le film est sorti en copie numérique le 25 décembre 2018 et en DVD, Blu-ray, 4K Ultra HD le 15 janvier 2019[1].